# Quatuor à cordes no 2 de Hindemith
Pour les articles homonymes, voir Quatuor à cordes no 2.
Le Quatuor à cordes en fa mineur opus 10 est le deuxième des sept quatuors écrits par Paul Hindemith. Il a été composé en 1918 (soit trois ans après son premier et deux ans avant son troisième) et créé à Francfort le 2 juin 1919.
Il s'agit d'une partition de jeunesse, le compositeur étant soldat et atteignant 24 ans lors de sa création. La guerre n'est cependant guère apparente dans son écriture.

## Structure
L'œuvre se compose de trois mouvements et la durée d'exécution est d'environ une demi-heure. 
1. Très vif, rigoureux dans le rythme
2. Thème et variations, comodo
3. Finale : très animé